# Francis Bourne
Francis Alphonsus Bourne (ur. 23 marca 1861 w Claphan, zm. 1 stycznia 1935 w Londynie) – angielski duchowny katolicki, arcybiskup Westminster, prymas Anglii i Walii, kardynał.

## Życiorys
Jego matka pochodziła z Irlandii, ojciec był konwertytą. Początkowo wstąpił do dominikanów, ale po roku opuścił zakon i po ukończeniu studiów między innymi we Francji otrzymał święcenia kapłańskie 11 czerwca 1884. Pracował w Blackheath, Mortlake i West Grinstead.
27 marca 1896 otrzymał nominację na koadiutora biskupa Southwark. Sakry udzielił kardynał Herbert Vaughan. Sukcesję przejął rok później. Po śmierci kard. Vaughana w 1903 został jego następcą na urzędzie arcybiskupa westminsterskiego. Był odtąd zwierzchnikiem Kościoła w Anglii i Walii. W 1911 podniesiony do rangi kardynała prezbitera z tytułem Santa Pudenziana. Jego dewizą było hasło Ne cede malis (pol. Nie ustępuj przed złem). Był raczej konserwatystą i przeciwnikiem modernizmu, nie popierał też dialogu międzywyznaniowego. Jego rządy trwały ponad 30 lat. W tym czasie brał udział w konklawe 1914 i 1922 roku.